# 王孟超
王孟超（16世紀—1642年），字飛侯，南直隸常州府武進縣人，明朝軍事人物。

## 生平
王孟超是天啟元年（1621年）的武舉人，次年（1622年）聯捷武進士，獲授廣東東山守備，當時澳門葡萄牙人為亂，他上陳困夷政策，上級同意，命他移鎮澳門，命令人民不得拿米和酒出境和葡萄牙人互市，違者論死，不久對方乞降。
天啟七年（1627年）朝廷擢陞王孟超為潿洲游擊，海寇劉香老作亂，他防衛並斬獲千多人，餘眾逃遁；潿洲有五個採珠池，他拒絕巡按高欽舜求珠，遭對方誣陷而被免官。崇禎十五年（1642年），他在對策選將材獲得第一名，授職洞庭都司僉書守衛岳州，討平頻繁出沒的湖寇，不久平江山流賊甘明揚等數千人入侵岳州，剿賊的將領畏懼不敢前進，偏沅巡撫陳睿謨命他出擊，他奮身出戰，斬殺賊首數十級，很快敵軍包圍擒拿，依然罵不絕口因此被殺，頭顱懸掛在樹上，依舊怒目而視，朝廷得知後追贈游擊將軍，恩蔭一子為小旗。

## 引用
1. 1 2  光緖《武進陽湖縣合志·卷二十三·人物傳》：王孟超，字飛侯，武進人，天啟壬戌武進士，授廣東東山守備，時香山澳夷叛，孟超陳困夷策，大府善之，命移鎮澳，令民毋得以合米斗酒出境市夷，違者死，無何夷窘乞降，丁卯擢潿洲游擊，會海寇劉香老亂，孟超禦之，斬獲千餘乃遁去，潿洲珠池五，巡按高欽舜求珠弗與，因誣奏孟超免官歸。崇禎壬午對策選將材擢第一，為洞庭都司僉書守岳州，時湖寇方劇，孟超悉討平之，既而平江山寇甘明揚等數千人侵岳，時會勦諸將畏賊不敢進，孟超奮身搏戰斬賊首數十級，賊眾復大至合圍，被執罵不絕口，遂被殺，懸首樹杪猶怒目瞋視，事聞贈游擊將軍，蔭一子為小旗 陳志謝方琦撰傳 。
2. ↑  光緖《武進陽湖縣合志·卷十八·選舉志》：武甲榜 明……天啟二年壬戌科 王孟超 都司僉書贈遊擊有傳……武鄕科……明……天啟元年辛酉科 王孟超 壬戌進士
3. ↑  康熙《常州府志·卷二十四·人物三》：王孟超，武進人，天啟武進士，為洞庭都司中書。崇禎年岳州平江縣山冠甘明陽等數千人侵岳，時會勦諸將畏賊不敢進，沅撫陳睿謨檄孟超往，孟超奮身摶戰，斬賊首數十級；賊眾合圍被執，罵不絕口，賊殺之懸首樹杪，猶怒目瞋視，撫按請卹贈遊擊將軍，廕一子。